# 2 Makkabeeën
2 Makkabeeën is een van de deuterocanonieke of apocriefe boeken van de Bijbel dat handelt over de Joodse opstand tegen Antiochus en afsluit met de nederlaag van de Syrische generaal Nicanor in 161 v.Chr. door Judas Maccabeus, de held van het verhaal. Het boek telt vijftien hoofdstukken.
De rooms-katholieke en orthodoxe Kerken beschouwen het werk als canoniek en beschouwen het als deel van de Bijbel, terwijl protestanten het boek als apocrief beschouwen. De meeste joden beschouwen het niet als deel van de Schrift, maar als een nuttige aanvulling van I Makkabeeën. Ze verwerpen de leerstellige aanvullingen in het boek.

## Schrijver
De schrijver van 2 Makkabeeën is niet bekend. De schrijver claimt een vijfdelig werk van ene Jason van Cyrene in te korten. Dit langere werk is niet bewaard, en het is niet bekend hoeveel van dit werk eenvoudig in 2 Makkabeeën gekopieerd is.
De schrijver schreef waarschijnlijk in het Grieks, want er zijn geen aanwijzingen voor een eerdere Hebreeuwse versie. Een aantal gedeelten, zoals het voorwoord, de epiloog en enkele moralistische overdenkingen is waarschijnlijk van de schrijver en niet van Jason.
Jasons werk werd waarschijnlijk rond 160 v.Chr. geschreven en eindigde waarschijnlijk met de nederlaag van Nicanor, zoals ook het ons beschikbare ingekorte werk.
Het begin van het boek bevat twee brieven van de Joden in Jeruzalem aan de Joden in de diaspora in Egypte over de feesten naar aanleiding van de reiniging van de tempel (zie Chanoeka) en het feest om de nederlaag van Nicanor te vieren. Als de schrijver deze brieven toegevoegd heeft, moet hij het boek na 124 v.Chr. geschreven hebben, de datum van de tweede brief. Sommige commentatoren beschouwen deze tweede brief als een latere toevoeging, terwijl anderen het als de basis van het werk zien. Katholieke geleerden neigen ernaar om het boek in de tweede eeuw voor Christus te dateren, terwijl de meeste joodse geleerden het werk in de tweede helft van de eerste eeuw voor Christus plaatsen.
Het schijnt geschreven te zijn ten behoeve van de joden in Egypte, allereerst om hen te informeren over het herstel van de tempel en hen aan te moedigen een jaarlijkse pelgrimsreis naar Jeruzalem te maken. Het is niet geschreven vanuit het gezichtspunt van een professioneel historicus, maar meer van die van een religieus leraar, die uit de geschiedenis zijn lessen trekt.

## Inhoud
Afwijkend van I Makkabeeën probeert 2 Makkabeeën niet om een compleet overzicht van de gebeurtenissen in de periode te geven. In plaats daarvan concentreert het zich op de periode van de hogepriester Onias III en koning Seleucus IV Philopator (180 v.Chr.) tot de nederlaag van Nicanor in 161.
In het algemeen komt de chronologie van het boek overeen met die van I Makkabeeën, en het heeft enige historische waarde doordat het enkele schijnbaar authentieke historische documenten bevat.
Het doel van de schrijver lijkt echter vooral gelegen te zijn in de theologische interpretatie van de gebeurtenissen.
In dit boek beschrijft de schrijver Gods tussenkomst in het verloop van de gebeurtenissen, waarbij hij de slechten straft en de tweede tempel voor zijn volk herstelt. Sommige gebeurtenissen lijken buiten hun gewone chronologische verband te zijn geplaatst om een bepaald theologisch punt te maken. Sommige aantallen bij de omvang van legers lijken ook overdreven.
De Griekse stijl van de schrijver is zeer ontwikkeld, en hij wekt de indruk goed bekend te zijn met de Griekse gewoonten. De plot is eenvoudig: na de dood van Antiochus Epiphanes wordt een feest gehouden ter inwijding van de tempel. De nieuw-gewijde tempel wordt bedreigd door Nicanor, en na diens dood worden de festiviteiten voor de inwijding voltooid.

## Leerstelling
2 Makkabeeën valt op door verschillende leerstellige punten die afwijken van het Farizeïsche judaïsme. Er is vaak gesuggereerd dat dit de reden was voor verwerping van dit boek door de protestanten, en in het verlengde hiervan van alle apocriefe boeken, door reformatoren als Maarten Luther, maar Luther heeft zelf altijd gesteld dat hij de joodse traditie en de mening van Hiëronymus volgde.
Leerstellingen aspecten in 2 Makkabeeën zijn:
- Opstanding uit de dood
- Gebed voor de doden om hen van hun zonden te bevrijden (cf. vagevuur)
- Verrichtingen van de martelaren
- Voorbede van de heiligen (cf. Boek Openbaring)

Het opdragen van gebeden voor de doden zou volgens protestanten niet in eigentijdse joodse bronnen gevonden worden, ook niet in de "Kaddisj," een joods gebed dat gezegd wordt bij het overlijden van familie of vrienden.
Vooral de lange beschrijvingen van het martelaarschap van Eleazer en van een moeder met haar zeven zonen (2 Makk. 6:18 - 7:42) maakte indruk op de vroege christenen in het Romeinse en Byzantijnse Rijk. Verschillende kerken werden in die periode gewijd aan de "Makkabese martelaren", met name in de Latijnse Kerk. Zij zijn onder de eerste pre-christelijke personen die op katholieke en orthodoxe heiligenkalenders verschenen. Het boek wordt gezien als het eerste model voor middeleeuwse martelarenverhalen.